# مای‌هریتج
مای‌هریتج (انگلیسی: MyHeritage) یک پلت فرم آنلاین است با که وب، موبایل، و نرم‌افزار کار می‌کند و اولین بار توسط شرکت اسرائیلی (MyHeritage) در سال ۲۰۰۳ توسعه و رواج یافت. کاربران این پلتفرم می‌توانند نسب و خانواده
خود را بارگذاری کنند و از طریق عکس‌ها گشت بزنند و در میان بیش از ۱۲٫۵ میلیارد اطلاعات تاریخی جستجو کنند. این سرویس از ۴۲ زبان پشتیبانی می‌کند و بیش از ۵۰ میلیون کاربر در سراسر جهان دارد که در حدود ۵۲ میلیون شاخه‌های خانوادگی ساخته شده‌اند. در سال ۲۰۱۶ این شرکت یک سرویس آزمایش ژنتیکی به نام MyHeritage دی ان را راه‌اندازی کرد. دفتر اصلی این شرکت در  یهودا، اسرائیل و دفاتر اضافی در  تل‌آویو، اسرائیل،کی‌یف اوکراین شهر لحی یوتا، , و بربنک، کالیفرنیا قرار دارد.

## پیشینه برنامه

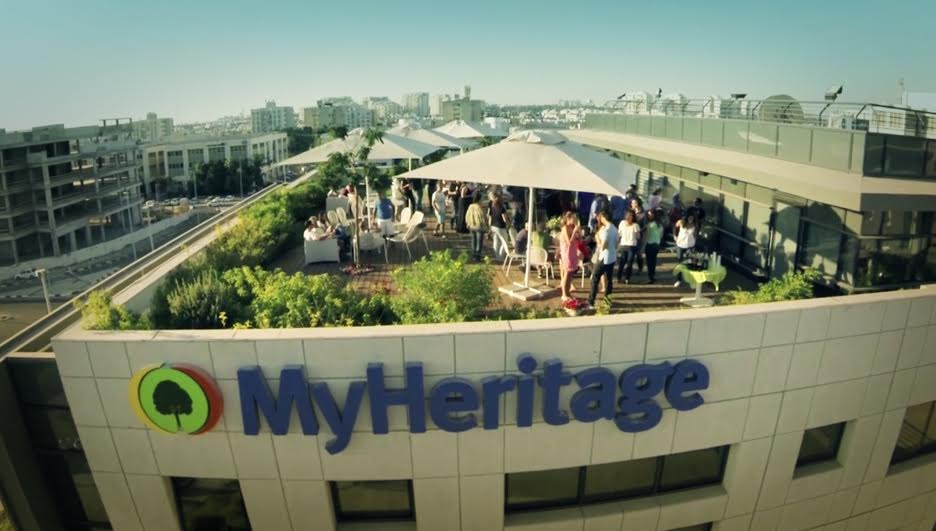
مقر Myheritage در اور یهودا، اسرائیل

MyHeritage در سال ۲۰۰۳ توسط کارآفرین اسرائیلی، گیلاد جافت (که همچنان به عنوان مدیر عامل شرکت ادامه می‌دهد) تأسیس شد. جافت این شرکت را از اتاق نشیمن خود در بن آتاروت اسرائیل، آغاز کرد. برای مدت طولانی، دفتر مرکزی این شرکت در یک مزرعه خانوادگی در بن آتاروت قرار داشت. در مراحل ابتدایی، MyHeritage تقریباً به‌طور کامل از طریق خود بودجه تأمین می‌شد اما تا سال ۲۰۰۵ بودجه ای از «angel investors» دریافت کرده بود. این سرویس از یک سرویس رایگان به یک مدل تجاری «freemium» تبدیل شد. در مورد سال ۲۰۲۰، این شرکت و شرکت‌های تابعه آن کنترل عمده ای بر داده‌های شجره نامه جهانی دارند. در اوایل، MyHeritage از کاربران می‌خواست اطلاعات شجره نامه ای را از نرم‌افزار دسک تاپ بارگذاری کنند. اطلاعات می‌توانند به‌صورت آنلاین مشاهده شوند، اما قابل تغییر نیستند. در سال ۲۰۰۶، MyHeritage ویژگی‌های جدیدی از جمله نرم‌افزار تشخیص چهره را معرفی کرد که ویژگی‌های صورت را از پایگاه داده عکس‌ها تشخیص می‌داد تا افراد را به هم پیوند دهد. در دسامبر ۲۰۰۶، این شرکت نرم‌افزار Pearl Street را به دست آورد که خالق نرم‌افزار درخت خانواده (Family Tree Legends) و یک سایت ارسال درخت خانواده (GenCircles) با بیش از ۱۶۰ میلیون پروفایل و ۴۰۰ میلیون ثبت عمومی بود.
تا سال ۲۰۰۷، MyHeritage دارای ۱۵۰٬۰۰۰ درخت خانوادگی، مشخصات ۱۸۰ میلیون نفر، ۱۰۰ میلیون عکس و ۱۷٫۲ میلیون کاربر در سراسر جهان بود. این سرویس به ۱۷ زبان در دسترس بود. این شرکت همچنین ارائه ویژگی جدید مبتنی بر وب را که به کاربران اجازه می‌داد اطلاعات شجره نامه را مستقیماً در سایت MyHeritage بارگذاری کنند، آغاز کرد. MyHeritage همچنین در مجموع ۹ میلیون دلار بودجه سرمایه‌گذار دریافت کرده بود که نیمی از آن از طریق Accel تأمین شده بود.